# Byrkjelo
Byrkjelo est une localité de la kommune de Gloppen, dans le comté de Vestland, en Norvège. Le village compte 303 habitants en 2009.
Chaque année, des compétitions d'athlétisme ont lieu au stade de Byrkjelo.